# Tournoi de clôture du championnat de Colombie de football 2007
Navigation
Tournoi précédent Tournoi suivant
Le tournoi de clôture de la saison 2007 du Championnat de Colombie de football est le deuxième tournoi de la soixantième édition du championnat de première division professionnelle en Colombie. 
Les dix-huit meilleures équipes du pays disputent le championnat semestriel qui se déroule en deux phases :
- lors de la phase régulière, les équipes s'affrontent une fois plus une rencontre face à une autre formation du même secteur géographique.
- les huit premiers du classement disputent la phase finale (deux poules de quatre équipes), dont les deux vainqueurs se rencontrent lors de la finale nationale pour le titre.

La relégation est décidée en faisant la moyenne des points obtenus lors de la saison complète (tournois Ouverture et Clôture). Le dernier de ce classement cumulé est relégué et remplacé par le champion de Copa Aguila, la deuxième division colombienne. Un barrage de promotion-relégation est également organisé entre l'avant-dernier de ce classement cumulé et le vice-champion de Copa Aguila.
C'est l'Atlético Nacional, tenant du titre qui remporte le tournoi, après avoir battu en finale le CD La Equidad. C'est le dixième titre de champion de l'histoire du club. C'est la première fois, depuis que le championnat se joue sous la forme de tournois saisonniers, qu'une équipe remporte deux éditions consécutives.

## Qualifications continentales
Le vainqueur du tournoi Clôture se qualifie pour la phase de groupes de la prochaine édition de la Copa Libertadores. Un classement cumulé des tournois Ouverture et Clôture offre une autre place à la meilleure équipe non encore qualifiée (la troisième place est détenue par le vainqueur du tournoi Ouverture) et deux places aux deux équipes suivantes.

## Les clubs participants
| - Independiente Santa Fe - CD Los Millonarios - Real Cartagena - Deportes Tolima - Once Caldas - Independiente Medellin - Boyacá Chicó - Deportivo Pasto - Deportes Quindio | - Atlético Nacional - Atlético Huila - América de Cali - Atlético Bucaramanga - Deportivo Pereira - Cucuta Deportivo - Deportivo Cali - Atlético Junior - CD La Equidad |

## Compétition
Le barème utilisé pour établir l'ensemble des classements est le suivant :
- Victoire : 3 points
- Match nul : 1 point
- Défaite : 0 point

### Phase régulière
| Rang | Équipe                 | Pts | J  | G  | N | P  | Bp | Bc | Diff |
| ---- | ---------------------- | --- | -- | -- | - | -- | -- | -- | ---- |
| 1    | Atlético NacionalT     | 38  | 18 | 11 | 5 | 2  | 28 | 12 | +16  |
| 2    | CD La Equidad          | 34  | 18 | 10 | 4 | 4  | 27 | 18 | +9   |
| 3    | América de Cali        | 34  | 18 | 10 | 4 | 4  | 24 | 15 | +9   |
| 4    | Deportes Tolima        | 33  | 18 | 10 | 3 | 5  | 26 | 17 | +9   |
| 5    | Cúcuta Deportivo       | 32  | 18 | 9  | 5 | 4  | 30 | 19 | +11  |
| 6    | Deportivo Pasto        | 30  | 18 | 8  | 6 | 4  | 28 | 16 | +12  |
| 7    | Once Caldas            | 29  | 18 | 8  | 5 | 5  | 29 | 22 | +7   |
| 8    | Boyacá Chicó           | 27  | 18 | 7  | 6 | 5  | 20 | 18 | +2   |
| 9    | Deportes Quindío       | 26  | 18 | 8  | 2 | 8  | 29 | 27 | +2   |
| 10   | Independiente Medellín | 25  | 18 | 8  | 1 | 9  | 22 | 25 | -3   |
| 11   | CD Los Millonarios     | 20  | 18 | 5  | 5 | 8  | 18 | 28 | -10  |
| 12   | Deportivo Cali         | 18  | 18 | 3  | 9 | 6  | 18 | 20 | -2   |
| 13   | Atlético Junior        | 18  | 18 | 5  | 3 | 10 | 17 | 28 | -11  |
| 14   | Atlético Bucaramanga   | 17  | 18 | 5  | 2 | 11 | 20 | 28 | -8   |
| 15   | Atlético Huila         | 17  | 18 | 3  | 8 | 7  | 17 | 27 | -10  |
| 16   | Deportivo Pereira      | 17  | 18 | 3  | 8 | 7  | 15 | 25 | -10  |
| 17   | Real Cartagena         | 13  | 18 | 3  | 5 | 10 | 16 | 25 | -9   |
| 18   | Independiente Santa Fe | 13  | 18 | 2  | 7 | 9  | 16 | 30 | -14  |

|  | Qualification pour la phase finale |

### Phase finale

#### Demi-finales
Groupe A :
| Rang | Équipe            | Pts | J | G | N | P | Bp | Bc | Diff |  | Résultats (▼ dom., ► ext.) | Nac | ACa | OCa | Cuc |
| ---- | ----------------- | --- | - | - | - | - | -- | -- | ---- |  | -------------------------- | --- | --- | --- | --- |
| 1    | Atlético Nacional | 11  | 6 | 3 | 2 | 1 | 8  | 5  | +3   |  | Atlético Nacional          |     | 2-0 | 1-0 | 2-2 |
| 2    | América de Cali   | 10  | 6 | 3 | 1 | 2 | 6  | 6  | 0    |  | América de Cali            | 2-1 |     | 2-1 | 1-0 |
| 3    | Once Caldas       | 7   | 6 | 2 | 1 | 3 | 4  | 5  | -1   |  | Once Caldas                | 0-0 | 1-0 |     | 1-2 |
| 4    | Cucuta Deportivo  | 5   | 6 | 1 | 2 | 3 | 6  | 8  | -2   |  | Cucuta Deportivo           | 1-2 | 1-1 | 0-1 |     |

Groupe B :
| Rang | Équipe          | Pts | J | G | N | P | Bp | Bc | Diff |  | Résultats (▼ dom., ► ext.) | Equ | Pas | Tol | Boy |
| ---- | --------------- | --- | - | - | - | - | -- | -- | ---- |  | -------------------------- | --- | --- | --- | --- |
| 1    | CD La Equidad   | 12  | 6 | 3 | 3 | 0 | 6  | 3  | +3   |  | CD La Equidad              |     | 1-0 | 1-1 | 1-1 |
| 2    | Deportivo Pasto | 8   | 6 | 2 | 2 | 2 | 5  | 3  | +2   |  | Deportivo Pasto            | 0-1 |     | 0-0 | 0-0 |
| 3    | Deportes Tolima | 6   | 6 | 1 | 3 | 2 | 6  | 6  | 0    |  | Deportes Tolima            | 1-2 | 1-2 |     | 1-1 |
| 4    | Boyacá Chicó    | 4   | 6 | 0 | 4 | 2 | 2  | 7  | -5   |  | Boyacá Chicó               | 0-0 | 0-3 | 0-2 |     |

#### Finale
| Équipe 1      | Résultat | Équipe 2          | Aller | Retour |
| ------------- | -------- | ----------------- | ----- | ------ |
| CD La Equidad | 0 - 3    | Atlético Nacional | 0 - 3 | 0 - 0  |

### Classement cumulé 2007
| Rang | Équipe                   | Pts | J  | G  | N  | P  | Bp | Bc | Diff |
| ---- | ------------------------ | --- | -- | -- | -- | -- | -- | -- | ---- |
| 1    | Atlético NacionalOuv Clo | 104 | 52 | 30 | 15 | 8  | 86 | 42 | +44  |
| 2    | Cúcuta Deportivo         | 79  | 48 | 22 | 13 | 13 | 73 | 49 | +24  |
| 3    | Boyacá Chicó             | 67  | 48 | 18 | 13 | 17 | 52 | 53 | -1   |
| 4    | Deportivo Cali           | 63  | 42 | 15 | 18 | 9  | 59 | 46 | +13  |
| 5    | América de Cali          | 63  | 42 | 17 | 12 | 13 | 54 | 56 | -2   |
| 6    | Deportivo Pasto          | 61  | 42 | 16 | 13 | 13 | 52 | 40 | +12  |
| 7    | CD La Equidad            | 60  | 44 | 15 | 15 | 14 | 54 | 52 | +2   |
| 8    | Deportes Tolima          | 59  | 42 | 17 | 8  | 17 | 58 | 51 | +7   |
| 9    | CD Los Millonarios       | 59  | 42 | 16 | 11 | 15 | 51 | 53 | -2   |
| 10   | Independiente Medellín   | 57  | 42 | 16 | 9  | 17 | 61 | 65 | -4   |
| 11   | Atlético Huila           | 56  | 44 | 15 | 11 | 18 | 50 | 61 | -11  |
| 12   | Once Caldas              | 54  | 42 | 14 | 12 | 16 | 51 | 52 | -1   |
| 13   | Independiente Santa Fe   | 46  | 42 | 11 | 13 | 18 | 43 | 63 | -20  |
| 14   | Atlético Bucaramanga     | 44  | 36 | 12 | 8  | 16 | 43 | 49 | -6   |
| 15   | Deportes Quindío         | 44  | 36 | 12 | 8  | 16 | 43 | 49 | -6   |
| 16   | Atlético Junior          | 41  | 36 | 10 | 11 | 15 | 39 | 54 | -15  |
| 17   | Deportivo Pereira        | 32  | 36 | 6  | 14 | 16 | 29 | 46 | -17  |
| 18   | Real Cartagena           | 31  | 36 | 6  | 13 | 17 | 30 | 47 | -17  |

|  | Qualification pour la Copa Libertadores 2008 (vainqueur d'un tournoi) |
|  | Qualification pour la Copa Libertadores 2008                          |
|  | Qualification pour la Copa Sudamericana 2008                          |
|  | Participation au barrage de promotion-relégation                      |
|  | Relégation directe en Copa Aguilar                                    |

#### Barrage de promotion-relégation
| Équipe 1       | Résultat | Équipe 2          | Aller | Retour |
| -------------- | -------- | ----------------- | ----- | ------ |
| Academica (D2) | 2 - 4    | Deportivo Pereira | 1 - 1 | 1 - 3  |

## Bilan de la saison
| Championnat de Colombie de football 2007 |                               |
| Champion                                 | Atlético Nacional (10e titre) |
| Qualifications continentales             |                               |
| Copa Libertadores 2008                   | Atlético Nacional             |
| Copa Libertadores 2008                   | Cucuta Deportivo              |
| Copa Libertadores 2008                   | Boyacá Chicó                  |
| Copa Sudamericana 2008                   | Deportivo Cali                |
| Copa Sudamericana 2008                   | América de Cali               |
| Promotions et relégations                |                               |
| Promus en Copa Mustang                   | Envigado FC                   |
| Relégués en Copa Premier                 | Real Cartagena                |